# Club de Yates Imperial

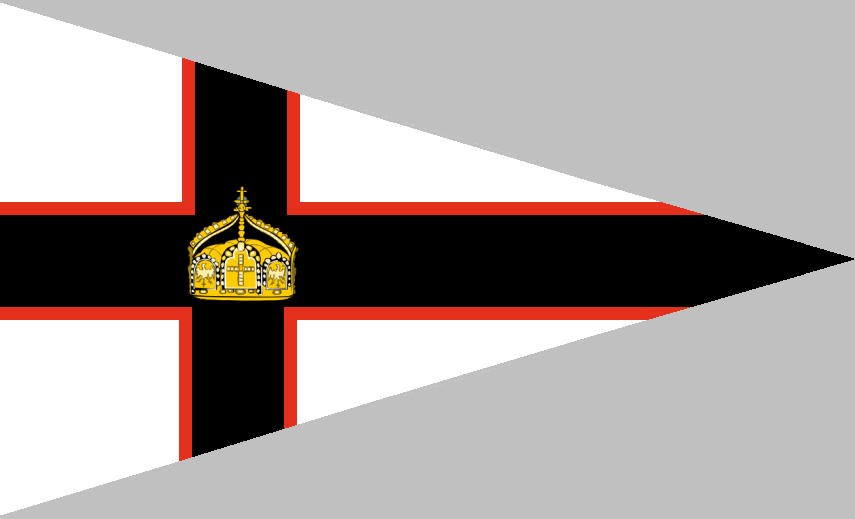
Grímpola del Kaiserlicher Yacht Club.

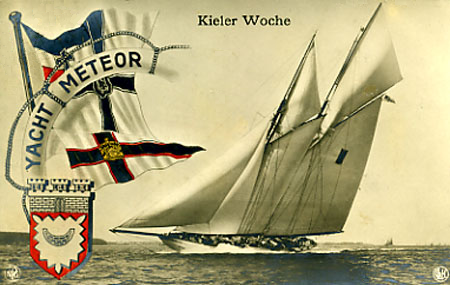
Meteor I, el yate del Kaiser en Kiel.

Club de Yates Imperial (en alemán Kaiserlicher Yacht-Club) fue la denominación que tuvo el Club de Yates de Kiel entre 1891 y 1937.
Conocido como "Küz" de su acrónimo KYC, fue un prestigioso club náutico localizado en la ciudad portuaria de Kiel, Alemania. El emperador alemán Guillermo II, su hermano pequeño, el Príncipe Enrique de Prusia y Alfred Krupp estaban entre sus miembros. Este club era famoso por los eventos náuticos que organizaba, incluyendo su rol en las regatas de la primera Kieler Woche ("Semana de Kiel"), un evento que todavía tiene lugar anualmente en la Bahía de Kiel.

## Historia
Los orígenes de este club se encuentran en la "Marine-Regatta-Verein" (Asociación Naval de Regatas), un club para oficiales navales de la Kaiserliche Marine (Marina de Guerra Imperial) fundado en Kiel en 1887. La Marine-Regatta-Verein estaba especializada en las regatas de yates y el Príncipe Enrique de Prusia, un entusiasta de la navegación a vela, era su patrón. En 1891 el club permitió el ingreso de civiles y el emperador Guillermo II se convirtió en su comodoro, trasladando su propio yate Meteor I (el anterior Thistle) a la marina del club en Kiel. El mismo año el club cambió su nombre a "Kaiserlicher Yacht Club".
La sección juvenil del club fue fundada en 1910. En el periodo de la I Guerra Mundial la sede del club fue transformada en un lazareto y 455 miembros del Kaiserlicher Yacht Club murieron en la guerra. Después de estos años difíciles el club casi fue a la bancarrota y a duras penas logró sobrevivir.
El Kaiserlicher Yacht Club mantuvo su nombre incluso después del Tratado de Versalles que llevó a la monarquía en Alemania a su fin. Guillermo II permaneció como comodoro honorario del club, mientras vivió en el exilio en Doorn, Países Bajos.
Durante el gobierno nazi el Kaiserlicher Yacht Club, como el resto de organizaciones deportivas alemanas, fue manipulado por la Oficina Nazi de Deportes. Aunque tomó parte en la organización de los acontecimientos náuticos de las Olimpiadas de verano de 1936 de Hitler en la Bahía de Kiel, el Kaiserlicher Yacht Club gradualmente perdió su independencia y libertad.
En 1937 el Kaiserlicher Yacht Club fue obligado a fusionarse con otros clubes náuticos y el título de comodoro le fue retirado al exiliado y enfermo antiguo emperador Guillermo. El resultado de las fusiones fue una nueva entidad masiva, el "Yacht-Club von Deutschland" (YCvD), "Club Náutico de Alemania", fue creada para "inculcar unidad entre la juventud alemana" mediante la introducción de ideología nazi en la forma en la que un club debía ser gestionado. .